# الحرب البولندية الأوكرانية
الحرب البولندية الأوكرانية حرب اندلعت من نوفمبر 1918 إلى 1919، بين «الجمهورية البولندية الثانية» والقوات الأوكرانية (التابعة لكل من «جمهورية غرب أوكرانيا الشعبية» و«جمهورية أوكرانيا الشعبية»). يرجع الصراع إلى اختلافات عرقية وثقافية وسياسية بين البولنديين والأوكرانيين. بدأت الحرب في شرق غاليسيا بعد تفكك الإمبراطورية النمساوية المجرية، ثم امتدت إلى منطقتَيْ «خيلم» و«فولينيا» اللتين كانتا تابعتين للإمبراطورية الروسية، قبل أن يطالب بهما كل من: الولاية الأوكرانية (كانت دولة عميلة للإمبراطورية الألمانية)، وجمهورية أوكرانيا الشعبية.

## خلفية
يرجع الصراع إلى الموقف القومي المعقد الذي قام في مقاطعة غاليسيا في مطلع القرن العشرين. كان آل هابسبورغ متساهلين نسبيًّا مع الأقليات القومية، فكانت الإمبراطورية النمساوية المجرية أرضًا خصبة للحركات القومية البولندية والأوكرانية. في ثورة 1848 دعم النمساويون -الذين أقلقتهم مطالبة البولنديين باستقلالية أكبر في المقاطعة- جماعة روثينية صغيرة (والروثينيون: اسم الروسيين السلافيين الشرقيين، الذين عرَّفوا أنفسهم لاحقًا بـ«الأوكرانيين» أو «الروسينيين») كان هدفها أن يُعترف بالروثينية جنسيةً مستقلة. فيما بعد تأسست مدارس لغوية روثينية، وتشكلت أحزاب سياسية روثينية، وأخذ الروثينيون يحاولون تنمية ثقافتهم القومية. كان هذا مفاجئًا لبعض البولنديين الذين كانوا -إلى جانب معظم الروثينيين ذوي الوعي السياسي- يرون الروثينيين جزءًا من الشعب البولندي (الذي كان يُتناول ويُشار إليه حينئذ من زاوية سياسية، لا من زاوية عِرقية). في أواخر تسعينيات القرن التاسع عشر وفي العقود الأولى من القرن اللاحق، بدأت النخبة الروثينية الشعبوية تستعمل مصطلح «أوكراني» وصفًا لجنسيتهم. بداية من القرن العشرين صار لكثير من القرويين الروثينيين حِس ووعي قوميَّان.
نشبت عدة مشكلات بين الطرفين في أواخر القرن التاسع عشر وأوائل القرن العشرين. ففي 1897 مثلًا عارضت القيادة البولندية الأوكرانيين في الانتخابات البرلمانية. وبين 1901–1908 حصل نزاع آخر في جامعة لفيف، حيث طالب الطلاب الأوكرانيون بإنشاء جامعة أوكرانية منفصلة، في حين حاول الطلاب والأساتذة البولنديون قمع تلك الحركة. وفي 1903 عقد كل من البولنديين والأوكرانيين في لفيف مؤتمرَين منفصلين (البولنديون في مايو، والأوكرانيون في أغسطس). بعدئذ صار للحركتين القوميتين أهداف متعارضة تمامًا، وهذا ما أدى إلى الصدام لاحقًا.
من أسباب تنازُع البولنديين والأوكرانيين في مقاطعة غاليسيا: تركيبتها العِرقية. كانت بولندا استحوذت على مقاطعة غاليسيا النمساوية في تَقاسُمها الأول في 1772. كان في تلك المقاطعة مناطق مهمة تاريخيًّا لبولندا، وكان أغلب سكانها بولنديين، مع أن جانبها الشرقي كانت فيه منطقة «إمارة غاليسيا فولينيا» التاريخية، وكانت الغالبية فيه للأوكرانيين. في شرق غاليسيا كانت نسبة الأوكرانيين 65% تقريبًا من إجمالي السكان، وأما نسبة البولنديين فكانت 22% فقط. كان في غاليسيا الشرقية النمساوية 44 قسمًا إداريًّا، لكن لفيف (عاصمة المقاطعة وأكبر مدنها، واسمها بالبولندية: Lwów، وبالألمانية: Lemberg) كانت المدينة الوحيدة ذات الغالبية السكانية البولندية. في 1910 كانت نسبة البولنديين في لفيف 60%، ونسبة الأوكرانيين 17%. كان بولنديون كثيرون يَعُدون هذه المدينة من عواصم بولندا الثقافية، فما خطر ببالهم أن تخرج من السيطرة البولندية.
كان مع الانقسام الديني والعِرقي انقسام اجتماعي. تألفت الطبقة الاجتماعية الرائدة في غاليسيا من نبلاء بولنديين أو من أحفاد نبلاء روسيين صاروا بولنديين قديمًا. وأما في شرق المقاطعة فكان أغلب القرويين روثينيين (أوكرانيين). يرجع إلى البولنديين واليهود فضل التنمية التجارية والصناعية في غاليسيا في أواخر القرن التاسع عشر.
في القرن التاسع عشر وأوائل القرن العشرين حاول الأوكرانيون المحليون إقناع النمساويين بتقسيم غاليسيا إلى مقاطعة غربية (للبولنديين) وشرقية (للأوكرانيين)، لكن قاوم جهودَهم وأحبطها البولنديون المحليون الذي خشُوا خسارة سيطرتهم على لفيف وشرق غاليسيا. في النهاية وافق النمساويون -من حيث المبدأ- على تقسيم المقاطعة، ففي أكتوبر 1916 تعهد الإمبراطور النمساوي كارل الأول بتقسيمها بمجرد انتهاء الحرب.

## مقدمة
بعدما تدخَّل الأرشيدوق فيلهلم النمساوي (الذي انتسب إلى الهوية الأوكرانية، وعَدَّ نفسه أوكرانيًّا وطنيًّا)، أقام فَوْجان –من قوات أغلبها أوكرانيون– حامية في لمبرغ (لفيف حاليًّا) في 1918. بعد انهيار الحكومة النمساوية المجرية في 18 أكتوبر 1918، تشكَّل «المجلس القومي الأوكراني» من: أعضاء أوكرانيين في البرلمان النمساوي، وأعضاء بمجالس تشريعية إقليمية بوكوفينية وغاليسية، وقادة أحزاب سياسية أوكرانية. أعلن المجلس نِيّته توحيد الأراضي الأوكرانية الغربية في دولة واحدة. وبينما كان البولنديون يسعَون إلى الاستحواذ على غاليسيا الغربية، قاد النقيب ديمتري فيتوفسكي الضباط الأوكرانيين الشباب في عملية حاسمة، ففي ليلة 31 أكتوبر–1 نوفمبر استحوذت على لفيف الوحداتُ العسكرية الأوكرانية المتألفة من 1,400 جندي و60 ضابطًا. وفي 13 نوفمبر 1918 أُعلن قيام جمهورية غرب أوكرانيا الشعبية، واتُّخذت لفيف عاصمة لها.
كان توقيت الإعلان مفاجئًا للبولنديين وقيادتهم. أعلنت الجمهورية الأوكرانية الجديدة سيادتها على شرق غاليسيا. مع أن أغلب سكانها كانوا أوكرانيين، كان للبولنديين الأغلبية في مستوطنات حضرية كثيرة. أيّد أوكرانِيُّو لفيف الإعلان بحماسة، وقبِلته الأقلية اليهودية أو ظلت حيادية، وأما الأغلبية البولندية فتفاجؤوا حين وجدوا أنفسهم في دولة أوكرانية مُعلنة رسميًّا. لم تكن الجمهورية الوليدة قد نالت اعترافًا عالميًّا بعد، ولا كانت حدود بولندا قد عُيِّنت رسميًّا، فتحولت مِلكية المنطقة المتنازَع عليها إلى مسألة سيطرة عسكرية.

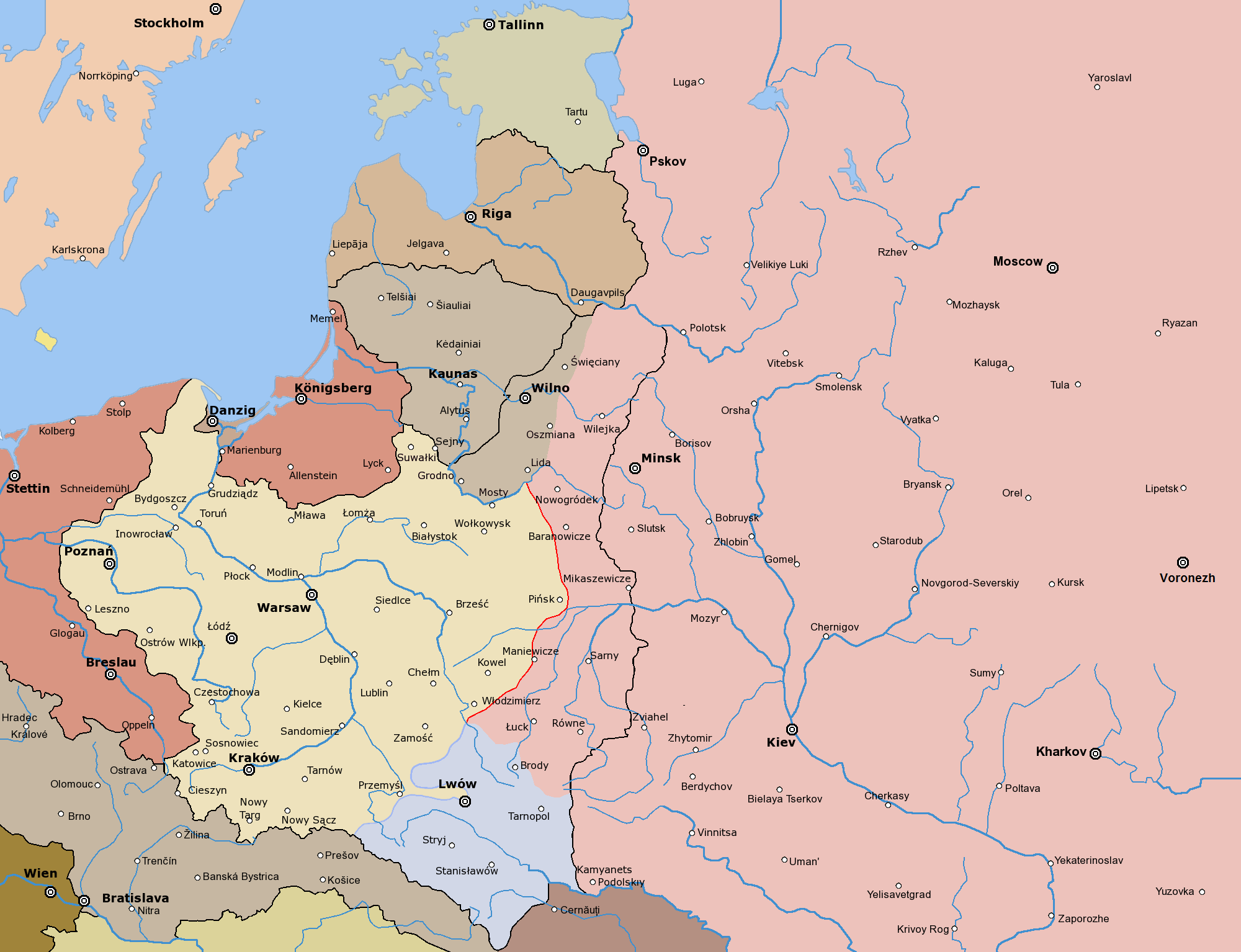